# Vantoux-et-Longevelle
Vantoux-et-Longevelle là một xã ở tỉnh Haute-Saône trong vùng Bourgogne-Franche-Comté phía đông nước Pháp.